# Колпаченко, Сергей Егорович
Сергей Егорович Колпаченко (род. 15 марта 1954) — советский и российский театральный режиссёр, педагог, сценарист и актёр.

## Биография
Родился в с. Квасниковка Энгельсского района, Саратовской области.
С 10 лет участвовал в школьной, а затем и клубной самодеятельности. Занимался в драматическом кружке под руководством Васильевой Клавдии Александровны.
С 1 сентября 1978 года по 1 ноября 1983 года работал директором ДК с. Квасниковска. С 1978 по 1981 гг учился в Саратовском областном культурно-просветительском училище по специальности «Руководитель самодеятельного театрального коллектива» (худ.рук. курса Л. Л. Барковский).
С ноября 1983 года работал в должности художественного руководителя РДК Энгельсского района. Организовал театральный коллектив, который в 1987 году получил звание «народный театр».
В 1993 году коллектив стал называться — народный театр-студия «Эксперимент».
С октября 2015 года — педагог дополнительного образования, руководитель объединения — театральная студия «Премьера» (МОУ ДО ДДТ «Хвалынский»).
За годы работы поставил 22 драматических спектакля и 15 авторских эстрадных программ.
Режиссёрский почерк — симбиоз философии и клоунады.
Любимый театральный режиссёр — Юрий Петрович Любимов
Любимый актёр — Чарли Чаплин
Любимое кино — картины Георгия Данелия.
Женат, имеет двоих сыновей.

## Постановки
Драматические спектакли 

1984 г. — «Провинциальные анекдоты» А.Вампилова 

1985 г. — «Дикий ангел» А.Коломиец 

1986 г. — «Свадьба на всю Европу» А.Арканова и Г.Горина 

1987 г. — «Забыть Герострата» Г.Горина 

1988 г. — «Детектив на семь персон» Э.Брагинского 

1989 г. — «Терех» С.Злотникова 

1990 г. «Звёзды на утреннем небе» А.Галина 

1991 г. «Команда» С.Злотникова 

1994 г. «Бес» А.Иванова 

1996 г. «Это всё из-за дождя» Э.Брагинского 

1999 г. «Сказка о попе и работнике его Балде» А.Пушкина 

2000 г. «Единственный берег» Л.Устинова 

2001 г. «Хватит калоши заливать» (три комедии под одной крышей) Л.Славина 

2003 г. «Шарик» С.Главатских 

2004 г. «История с метранпажем» А.Вампилова 

2005 г. «Ехай» Н.Садур 

2007 г. «Сцены у фонтана» С.Злотникова 

2009 г. «Каменный гость» А.Пушкина 

2010 г. «Мой милый, если б не было войны» В.Панфилова 

2011 г. «Невыдуманные истории» (по произведениям А.Чехова) 

2012 г. «Очень простая история» М.Ладо 

2013 г. «Картина» В.Славкина 

2017 г. «По самому по краю» (музыкально-поэтический перформанс из стихов и песен В. С. Высоцкого)

Авторские эстрадные программы и агитбригады 

1986 г. «Знатоки» (агитбригада) 

1987 г. «Совесть и мы, мы и совесть» (агитбригада) 

1990 г. «Уроки экологии» (агитбригада) 

1991 г. «Взгляд» (агидбригада) 

1994 г. «25 КАНАЛ» (эстрадная программа) 

1996 г. «Карусель» (эстрадная программа) 

1998 г. «Эксперимент» (эстрадная программа) 

2000 г. «Там-Вам-Новости» (эстрадная программа) 

2001 г. «А у нас во дворе» (эстрадная программа) 

2001 г. «Игра не на жизнь, а сама жизнь» (программа КВН) 

2002 г. «Весёлые истории» (эстрадный спектакль по мотивам рассказов А.Чехова) 

2005 г. «Учат в школе» (клоунада) 

2006 г. «Феномены» (клоунада) 

2008 г. «Наш потешный БалаганчикЪ» (эстрадная программа фольклорного жанра) 

2014 г. «Колобков» (эстрадная программа фольклорного жанра) 

2017 г. «Сказка о царе Долдоне и об экологическом уроне».

Актёрские работы 

1981 г. «Забыть Герострата» Г.Горина. Режиссёр Лев Барковский (дипломный спектакль). Герострат 

1984 г. «Провинциальные анекдоты» А.Вампиловаа. Режиссёр Сергей Колпаченко. Хомутов и Калошин 

1985 г. «Дикий ангел» А.Коломиец". Режиссёр Сергей Колпаченко. Корреспондент Клоков 

1987 г. «Забыть Герострата» Г.Горина. Режиссёр Сергей Колпаченко. Герострат 

1989 г. «Терех» С.Злотникова. Режиссёр Сергей Колпаченко. Пра Веня 

1990 г. «Звёзды на утреннем небе» А.Галина. Режиссёр Сергей Колпаченко. Николай 

1991 г. «Команда» С.Злотникова. Режиссёр Сергей Колпаченко. Гоген Петрович (тренер) 

1996 г. «Это всё из-за дождя» Э.Брагинского. Режиссёр Сергей Колпаченко. Стужин 

2000 г. «Единственный берег» Л.Устинова. Режиссёр Сергей Колпаченко. Мастер 

2001 г. «Хватит калоши заливать» Л.Славина. Режиссёр Сергей Колпаченко. Ведущий и Фазанов 

2004 г. «История с метранпажем» А.Вампилова. Режиссёр Сергей Колпаченко. Калошин 

2013 г. «Картина» В.Славкина. Режиссёр Сергей Колпаченко. Гость. 

## Награды
1991 г — почётная грамота профсоюза работников культуры РСФСР 

1994 г. — диплом за лучшую режиссуру на Всероссийском фестивале эстрадных авторских театров и агитбригад (г. Ижевск). 

1998 г. — диплом Всероссийского конкурса на создание сценического произведения для любительской эстрады за миниатюру «Заберите меня вы в солдаты!» (сценарий). 

1999 г. — диплом за постановку спектакля «Сказка о попе и работнике его Балде» (А. С. Пушкин) V Всероссийского фестиваля детских любительских театров «Калужские театральные каникулы». 

2001 г. Дипломы победителя в номинациях «Режиссёр года» и «Спектакль года» за спектакль «Единственный берег» (Л.Устинов) на Параде достижений «Культура-2001» Администрации Энгельсского муниципального образования.

2006 г. — диплом I степени за высокое сценарное мастерство на областном конкурсе по созданию репертуара для эстрадных театров.

2008 г. — диплом Областного фестиваля-конкурса исполнителей в жанре фольклорного театра за сценарий («Наш потешный БалаганчикЪ»).
2019 г. — Диплом Лауреата XIII Пасхального Театрального Фестиваля в г. Санкт-Петербурге (номинация «Авторский моноспектакль»)

## Звания
1998 г. — Лучший клубный работник года Саратовской области

2011 г. — Заслуженный работник культуры РФ.
2019 г. — Благодарственное письмо Министра культуры Саратовской области.